# Marathon de la Liberté
 (juin 2024).
Le Marathon de la Liberté, Normandy Running Festival a été créé en 1988 dans le but de rendre hommage par le sport, et plus particulièrement par la course à pied, aux évènements du D-Day. Un hommage fort qui se matérialise entre autres par les parcours des épreuves, traversant les hauts lieux du Débarquement et de la Bataille de Normandie (Plages de Juno et Sword, Casino de Ouistreham, Pegasus Bridge, etc.).
Avec plus de 20 000 participants chaque année, l’évènement illustre pleinement grâce aux parcours des épreuves, cet hommage à l’histoire par le sport, faisant ainsi du Marathon de la Liberté une formidable vitrine de la Normandie.
Au programme de ce week-end sportif et populaire en hommage aux évènements du D-Day : un panel unique d’épreuves permettant à toutes et à tous de participer selon leurs niveaux de pratique et leurs envies.
- Le Marathon de la Liberté, l’épreuve reine au parcours empreint d’histoire ;
- Le Relais Marathon, l’union fait la force ;
- Le Semi-marathon Pegasus, la distance mythique qui s’élance du célèbre Pegasus Bridge ;
- Le 10 km - Crédit Agricole Normandie, la distance courte durant laquelle la ville vous appartient ;
- La Rochambelle, course-marche féminine au profit de la lutte contre le cancer ;
- Les Foulées de la Liberté, 4 000 enfants originaires des établissements scolaires caennais.

## Histoire
1988 : CRÉATION DU MARATHON DE LA LIBERTÉ ET DE LA COURSE POPULAIRE DE 14 KM.
1989 : Lancement officiel de la Pegasus (14,8 km), désignée du célèbre pont dont elle s’élance, premier pont libéré par les soldats britanniques de la 6ème Airborne.
1993 : Les Relais de la Paix, épreuve enfants, intègrent l’événement et deviennent les Foulées de la Liberté.
1994 : Célébration du 50ème anniversaire du Débarquement et de la Bataille de Normandie. Record de participation du Marathon de la Liberté (5 600 participants) et de la Pegasus (6 000 participants) en présence de Fred Lebow, fondateur du Marathon de New York.
2000 : Création des Rollers de la Liberté.
2002 : Création de la Rochambelle, course féminine de 8,6 km en hommage aux infirmières de la seconde Division Blindée du Général Leclerc au départ de Mathieu. Passage de la Pegasus à 17,4 km.
2004 : Célébration du 60ème anniversaire du Débarquement et de la Bataille de Normandie.
2006 : Passage de la Rochambelle en course-marche solidaire de 5 km en centre-ville de Caen. Création du 10 km de la Liberté. Passage de la Pegasus en semi-marathon.
2007 : 20 ans des Courses de la Liberté.
2008 : Les Courses de la Liberté deviennent les Courants de la Liberté, Festival de courses pour tous.
2013 : Création du Relais Marathon.
2014 : Célébration du 70ème anniversaire du Débarquement et de la Bataille de Normandie.
2017 : 30ème édition des Courants de la Liberté.
2019 : Célébration du 75ème anniversaire du Débarquement et de la Bataille de Normandie.
2020 : Les Courants de la Liberté, Festival de courses pour tous deviennent le Marathon de la Liberté, Normandy Running Festival.
2024 : CÉLÉBRATION DU 80ÈME ANNIVERSAIRE DU DÉBARQUEMENT ET DE LA BATAILLE DE NORMANDIE

## Parcours
Le tracé du Marathon de la Liberté borde une partie des plages du débarquement. Le parcours traverse dix-sept communes.

## Palmarès

### Hommes
Record de l'épreuve
| Date | Athlète             | Nationalité | Temps           |
| ---- | ------------------- | ----------- | --------------- |
| 2008 | Jonathan Kipkosgei  | Kenya       | 2 h 15 min 46 s |
| 2009 | Khalid En Guady     | Maroc       | 2 h 16 min 20 s |
| 2010 | Geoffrey Terrer     | Kenya       | 2 h 15 min 13 s |
| 2011 | Desta Morkama       | Éthiopie    | 2 h 15 min 54 s |
| 2012 | Abdisa Sorri        | Éthiopie    | 2 h 12 min 37 s |
| 2013 | Peter Chesang Kirui | Kenya       | 2 h 14 min 38 s |
| 2014 | Bekele Chala Adugna | Éthiopie    | 2 h 13 min 04 s |
| 2015 | Keneni Muleta       | Éthiopie    | 2 h 12 min 57 s |
| 2016 | Qassim Shumbii      | Éthiopie    | 2 h 20 min 04 s |
| 2017 | Emmanuel Elim       | Kenya       | 2 h 27 min 21 s |
| 2018 | Yetsedaw Belie      | Éthiopie    | 2 h 18 min 32 s |
| 2019 | Yetsedaw Belie      | Éthiopie    | 2 h 23 min 22 s |
| 2022 | Issac Koech         | Kenya       | 2 h 14 min 53 s |
| 2023 | Musa Babo Ido       | Éthiopie    | 2 h 19 min 57 s |
| 2024 | Florian Caro        | France      | 2 h 13 min 42 s |

### Femmes
Record de l'épreuve
| Date | Athlète              | Nationalité | Temps           |
| ---- | -------------------- | ----------- | --------------- |
| 2008 | Elisabeth Chemweno   | Kenya       | 2 h 35 min 23 s |
| 2009 | Elisabeth Chemweno   | Kenya       | 2 h 38 min 34 s |
| 2010 | Margaret Wangui      | Kenya       | 2 h 48 min 07 s |
| 2011 | Emilie Rottich       | Kenya       | 2 h 35 min 42 s |
| 2012 | Beatrice Rutto       | Kenya       | 2 h 51 min 38 s |
| 2013 | Maryna Damantsevich  | Biélorussie | 2 h 36 min 01 s |
| 2014 | Immaculate Chemutai  | Ouganda     | 2 h 51 min 46 s |
| 2015 | Workitu Gormu        | Éthiopie    | 2 h 38 min 14 s |
| 2016 | Martha Komu          | France      | 2 h 42 min 05 s |
| 2017 | Martha Komu          | France      | 2 h 41 min 00 s |
| 2018 | Beth Muthoni Karanja | Kenya       | 2 h 41 min 29 s |
| 2019 | Mercyline Jeronoh    | Kenya       | 2 h 50 min 20 s |
| 2022 | Kristin Colard       | France      | 2 h 39 min 30 s |
| 2023 | Paulina Baltoi Adela | Roumanie    | 2 h 51 min 24 s |
| 2024 | Anne-Sophie Louf     | France      | 2 h 54 min 19 s |